# The Marine
The Marine är en amerikansk långfilm från 2006 i regi av John Bonito, med John Cena, Robert Patrick, Kelly Carlson och Anthony Ray Parker i rollerna. Två uppföljare har gjorts, med andra skådespelare: The Marine 2 (2009) och The Marine 3: Homefront (2013).

## Handling
John Triton (John Cena) är en före detta marinsoldat som precis fått sparken från militären när han hade kommit tillbaka från Irak. John och hans fru Kate (Kelly Carlson) planerar semester och de stannar vid en bensinstation för att tanka bilen. Då kommer en grupp förrymda diamanttjuvar och kidnappar hans hustru.

## Rollista
| John Cena          | – John Triton |
| Robert Patrick     | – Rome        |
| Kelly Carlson      | – Kate Triton |
| Anthony Ray Parker | – Morgan      |
| Abigail Bianca     | – Angela      |
| Jerome Ehlers      | – Van Buren   |
| Manu Bennett       | – Bennett     |
| Damon Gibson       | – Vescera     |
| Drew Powell        | – Joe         |
| Frank Carlopio     | – Frank       |